# Arthraxon
Arthraxon, podtribus trava, jedini u tribusu Arthraxoninae. Pripada mu dvadesetak vrsta (23) jednogodišnjeg bilja i trajnica u Aziji, Africi i Australiji.

## Vrste
1. Arthraxon antsirabensis A.Camus
2. Arthraxon australiensis (B.K.Simon) E.J.Thomps.
3. Arthraxon castratus (Griff.) V.Naray. ex Bor
4. Arthraxon cuspidatus (Hochst. ex A.Rich.) Hochst. ex Hack.
5. Arthraxon depressus Stapf ex C.E.C.Fisch.
6. Arthraxon echinatus (Nees) Hochst.
7. Arthraxon epectinatus B.S.Sun & H.Peng
8. Arthraxon hispidus (Thunb.) Makino
9. Arthraxon inermis Hook.f.
10. Arthraxon jubatus Hack.
11. Arthraxon junnarensis S.K.Jain & Hemadri
12. Arthraxon lanceolatus (Roxb.) Hochst.
13. Arthraxon lancifolius (Trin.) Hochst.
14. Arthraxon meeboldii Stapf
15. Arthraxon microphyllus (Trin.) Hochst.
16. Arthraxon multinervis S.L.Chen & Y.X.Jin
17. Arthraxon nudus (Steud.) Hochst.
18. Arthraxon prionodes (Steud.) Dandy
19. Arthraxon raizadae S.K.Jain, Hemadri & Deshp.
20. Arthraxon santapaui Bor
21. Arthraxon submuticus (Nees ex Steud.) Hochst.
22. Arthraxon typicus (Buse) Koord.
23. Arthraxon villosus C.E.C.Fisch.

## Sinonimi
- Alectoridia A. Rich.
- Batratherum Nees
- Lasiolytrum Steud.
- Lucaea Kunth
- Pleuroplitis Trin.